# Jativa
Jativa é um gênero de mariposa pertencente à família Crambidae.